# Tour de Tailandia 2021
La 16.ª edición del Tour de Tailandia (oficialmente: The Princess Maha Chakri Sirindhorn's Cup Tour of Thailand) fue una carrera de ciclismo en ruta por etapas que se celebró entre el 6 y el 6 de diciembre de 2021 con inicio y final en el Hat Yai Municipal Park en la ciudad de Hat Yai en Tailandia. El recorrido constó de un total de 6 etapas sobre una distancia total de 978,7 km.
La carrera hizo parte del circuito UCI Asia Tour 2022 dentro de la categoría 2.1 y fue ganada por el mongol Jambaljamts Sainbayar del Terengganu Cycling Team. Completaron el podio, como segundo y tercer clasificado respectivamente, el neerlandés Adne van Engelen del Bike Aid y el tailandés Sarawut Sirironnachai del Thailand Continental.

## Equipos participantes
Tomaron la partida un total de 15 equipos, de los cuales 12 eran de categoría Continental y 3 selecciones nacionales, quienes conformaron un pelotón de 85 ciclistas de los cuales terminaron 73. Los equipos participantes fueron:
| Equipos continentales (12)- Bike Aid - 7 Eleven Cliqq-air21 by Roadbike Philippines - EuroCyclingTrips-CMI Pro Cycling - Go for Gold Philippines - Kuwait Pro Cycling Team - LX Cycling Team - Roojai.com Cycling Team - Sweet Nice Continental - Sapura - Terengganu Cycling Team - Thailand Continental Cycling Team - Wildlife Generation Pro Cycling Equipos nacionales (3)- Mongolia - Omán - China Taipéi |
| |

## Etapas
| Etapa     | Fecha    | Recorrido                            | type            | Distancia (km) | Ganador               | Líder                 |
| --------- | -------- | ------------------------------------ | --------------- | -------------- | --------------------- | --------------------- |
| 1.ª etapa | 1 de dic | Hat Yai Municipal Park – Phatthalung | etapa llana     | 145            | Lucas Carstensen      | Lucas Carstensen      |
| 2.ª etapa | 2 de dic | Phatthalung – Phatthalung            | etapa llana     | 228            | Lucas Carstensen      | Lucas Carstensen      |
| 3.ª etapa | 3 de dic | Phatthalung – Trang                  | etapa escarpada | 146            | Sarawut Sirironnachai | Sarawut Sirironnachai |
| 4.ª etapa | 4 de dic | Trang – Trang                        | etapa llana     | 143,7          | Lucas Carstensen      | Sarawut Sirironnachai |
| 5.ª etapa | 5 de dic | Trang – Satun                        | etapa llana     | 156,6          | Lucas Carstensen      | Lucas Carstensen      |
| 6.ª etapa | 6 de dic | Satun – Hat Yai Municipal Park       | etapa escarpada | 159,4          | Adne van Engelen      | Jambaljamts Sainbayar |

### 1.ª etapa
| Hat Yai Municipal Park - Phatthalung | etapa llana | (145 km) |

| \| Clasificación de la etapa \| Clasificación de la etapa \| Clasificación de la etapa \| Clasificación de la etapa \| Clasificación de la etapa \| \| Ciclista \| Ciclista \| Equipo \| Tiempo \| \| \| ------------------------- \| ------------------------- \| -------------------------------------------- \| ------------------------- \| ------------------------- \| \| 1.º \| Lucas Carstensen \| Bike Aid \| 3 h 04 min 08 s \| \| \| 2.º \| Irwandie Lakasek \| Terengganu Cycling Team \| + 0 s \| \| \| 3.º \| Thanawut Sanikwathi \| Thailand Continental Cycling Team \| + 0 s \| \| \| 4.º \| Wan Abdul Rahman Hamdan \| Terengganu Cycling Team \| + 0 s \| \| \| 5.º \| Park Keon-woo \| LX Cycling Team \| + 0 s \| \| \| 6.º \| Aidan James Mendoza \| Go for Gold Philippines \| + 0 s \| \| \| 7.º \| Léo Bouvier \| Bike Aid \| + 0 s \| \| \| 8.º \| Marcelo Felipe Hernández \| 7 Eleven Cliqq-air21 by Roadbike Philippines \| + 0 s \| \| \| 9.º \| Warut Paekrathok \| China Taipéi \| + 0 s \| \| \| 10.º \| Polychrónis Tzortzákis \| Kuwait Pro Cycling Team \| + 0 s \| \| |                          |                                              |                 |
| |                          |                                              |                 |
| |                          |                                              |                 |
| Clasificación de la etapa |                          |                                              |                 |
| Ciclista | Ciclista                 | Equipo                                       | Tiempo          |
| 1.º | Lucas Carstensen         | Bike Aid                                     | 3 h 04 min 08 s |
| 2.º | Irwandie Lakasek         | Terengganu Cycling Team                      | + 0 s           |
| 3.º | Thanawut Sanikwathi      | Thailand Continental Cycling Team            | + 0 s           |
| 4.º | Wan Abdul Rahman Hamdan  | Terengganu Cycling Team                      | + 0 s           |
| 5.º | Park Keon-woo            | LX Cycling Team                              | + 0 s           |
| 6.º | Aidan James Mendoza      | Go for Gold Philippines                      | + 0 s           |
| 7.º | Léo Bouvier              | Bike Aid                                     | + 0 s           |
| 8.º | Marcelo Felipe Hernández | 7 Eleven Cliqq-air21 by Roadbike Philippines | + 0 s           |
| 9.º | Warut Paekrathok         | China Taipéi                                 | + 0 s           |
| 10.º | Polychrónis Tzortzákis   | Kuwait Pro Cycling Team                      | + 0 s           |

| \| Clasificación general \| Clasificación general \| Clasificación general \| Clasificación general \| Clasificación general \| \| Ciclista \| Ciclista \| Equipo \| Tiempo \| \| \| --------------------- \| ------------------------ \| -------------------------------------------- \| --------------------- \| --------------------- \| \| 1.º \| Lucas Carstensen \| Bike Aid \| 3 h 03 min 58 s \| \| \| 2.º \| Thanawut Sanikwathi \| Thailand Continental Cycling Team \| + 3 s \| \| \| 3.º \| Irwandie Lakasek \| Terengganu Cycling Team \| + 4 s \| \| \| 4.º \| Sarawut Sirironnachai \| Thailand Continental Cycling Team \| + 7 s \| \| \| 5.º \| Polychrónis Tzortzákis \| Kuwait Pro Cycling Team \| + 9 s \| \| \| 6.º \| Wan Abdul Rahman Hamdan \| Terengganu Cycling Team \| + 10 s \| \| \| 7.º \| Park Keon-woo \| LX Cycling Team \| + 10 s \| \| \| 8.º \| Aidan James Mendoza \| Go for Gold Philippines \| + 10 s \| \| \| 9.ª \| Kata Blanka Vas \| SD Worx \| + 10 s \| \| \| 10.º \| Marcelo Felipe Hernández \| 7 Eleven Cliqq-air21 by Roadbike Philippines \| + 10 s \| \| |                          |                                              |                 |
| |                          |                                              |                 |
| |                          |                                              |                 |
| Clasificación general |                          |                                              |                 |
| Ciclista | Ciclista                 | Equipo                                       | Tiempo          |
| 1.º | Lucas Carstensen         | Bike Aid                                     | 3 h 03 min 58 s |
| 2.º | Thanawut Sanikwathi      | Thailand Continental Cycling Team            | + 3 s           |
| 3.º | Irwandie Lakasek         | Terengganu Cycling Team                      | + 4 s           |
| 4.º | Sarawut Sirironnachai    | Thailand Continental Cycling Team            | + 7 s           |
| 5.º | Polychrónis Tzortzákis   | Kuwait Pro Cycling Team                      | + 9 s           |
| 6.º | Wan Abdul Rahman Hamdan  | Terengganu Cycling Team                      | + 10 s          |
| 7.º | Park Keon-woo            | LX Cycling Team                              | + 10 s          |
| 8.º | Aidan James Mendoza      | Go for Gold Philippines                      | + 10 s          |
| 9.ª | Kata Blanka Vas          | SD Worx                                      | + 10 s          |
| 10.º | Marcelo Felipe Hernández | 7 Eleven Cliqq-air21 by Roadbike Philippines | + 10 s          |

### 2.ª etapa
| Phatthalung - Phatthalung | etapa llana | (228 km) |

| \| Clasificación de la etapa \| Clasificación de la etapa \| Clasificación de la etapa \| Clasificación de la etapa \| Clasificación de la etapa \| \| Ciclista \| Ciclista \| Equipo \| Tiempo \| \| \| ------------------------- \| ---------------------------- \| -------------------------------- \| ------------------------- \| ------------------------- \| \| 1.º \| Lucas Carstensen \| Bike Aid \| 5 h 19 min 08 s \| \| \| 2.º \| Irwandie Lakasek \| Terengganu Cycling Team \| + 0 s \| \| \| 3.º \| Mohamad Saari Amri Abd Rasim \| Team Sapura Cycling \| + 0 s \| \| \| 4.º \| Noah Granigan \| Wildlife Generation Pro Cycling \| + 0 s \| \| \| 5.º \| Niels Verdijck \| EuroCyclingTrips-CMI Pro Cycling \| + 0 s \| \| \| 6.º \| Bold Iderbold \| Mongolia \| + 0 s \| \| \| 7.º \| Park Sang-hong \| LX Cycling Team \| + 0 s \| \| \| 8.º \| Polychrónis Tzortzákis \| Kuwait Pro Cycling Team \| + 0 s \| \| \| 9.º \| Ryan Jastrab \| Wildlife Generation Pro Cycling \| + 0 s \| \| \| 10.º \| Dominic Perez \| Go for Gold Philippines \| + 0 s \| \| |                              |                                  |                 |
| |                              |                                  |                 |
| |                              |                                  |                 |
| Clasificación de la etapa |                              |                                  |                 |
| Ciclista | Ciclista                     | Equipo                           | Tiempo          |
| 1.º | Lucas Carstensen             | Bike Aid                         | 5 h 19 min 08 s |
| 2.º | Irwandie Lakasek             | Terengganu Cycling Team          | + 0 s           |
| 3.º | Mohamad Saari Amri Abd Rasim | Team Sapura Cycling              | + 0 s           |
| 4.º | Noah Granigan                | Wildlife Generation Pro Cycling  | + 0 s           |
| 5.º | Niels Verdijck               | EuroCyclingTrips-CMI Pro Cycling | + 0 s           |
| 6.º | Bold Iderbold                | Mongolia                         | + 0 s           |
| 7.º | Park Sang-hong               | LX Cycling Team                  | + 0 s           |
| 8.º | Polychrónis Tzortzákis       | Kuwait Pro Cycling Team          | + 0 s           |
| 9.º | Ryan Jastrab                 | Wildlife Generation Pro Cycling  | + 0 s           |
| 10.º | Dominic Perez                | Go for Gold Philippines          | + 0 s           |

| \| Clasificación general \| Clasificación general \| Clasificación general \| Clasificación general \| Clasificación general \| \| Ciclista \| Ciclista \| Equipo \| Tiempo \| \| \| --------------------- \| ---------------------------- \| --------------------------------- \| --------------------- \| --------------------- \| \| 1.º \| Lucas Carstensen \| Bike Aid \| 8 h 22 min 56 s \| \| \| 2.º \| Irwandie Lakasek \| Terengganu Cycling Team \| + 8 s \| \| \| 3.º \| Sarawut Sirironnachai \| Thailand Continental Cycling Team \| + 11 s \| \| \| 4.º \| Thanawut Sanikwathi \| Thailand Continental Cycling Team \| + 12 s \| \| \| 5.º \| Mohamad Saari Amri Abd Rasim \| Team Sapura Cycling \| + 16 s \| \| \| 6.º \| Polychrónis Tzortzákis \| Kuwait Pro Cycling Team \| + 19 s \| \| \| 7.º \| Nur Aiman Rosli \| Team Sapura Cycling \| + 19 s \| \| \| 8.º \| Niels Verdijck \| EuroCyclingTrips-CMI Pro Cycling \| + 20 s \| \| \| 9.º \| Léo Bouvier \| Bike Aid \| + 20 s \| \| \| 10.º \| Noah Granigan \| Wildlife Generation Pro Cycling \| + 20 s \| \| |                              |                                   |                 |
| |                              |                                   |                 |
| |                              |                                   |                 |
| Clasificación general |                              |                                   |                 |
| Ciclista | Ciclista                     | Equipo                            | Tiempo          |
| 1.º | Lucas Carstensen             | Bike Aid                          | 8 h 22 min 56 s |
| 2.º | Irwandie Lakasek             | Terengganu Cycling Team           | + 8 s           |
| 3.º | Sarawut Sirironnachai        | Thailand Continental Cycling Team | + 11 s          |
| 4.º | Thanawut Sanikwathi          | Thailand Continental Cycling Team | + 12 s          |
| 5.º | Mohamad Saari Amri Abd Rasim | Team Sapura Cycling               | + 16 s          |
| 6.º | Polychrónis Tzortzákis       | Kuwait Pro Cycling Team           | + 19 s          |
| 7.º | Nur Aiman Rosli              | Team Sapura Cycling               | + 19 s          |
| 8.º | Niels Verdijck               | EuroCyclingTrips-CMI Pro Cycling  | + 20 s          |
| 9.º | Léo Bouvier                  | Bike Aid                          | + 20 s          |
| 10.º | Noah Granigan                | Wildlife Generation Pro Cycling   | + 20 s          |

### 3.ª etapa
| Phatthalung - Trang | etapa escarpada | (146 km) |

| \| Clasificación de la etapa \| Clasificación de la etapa \| Clasificación de la etapa \| Clasificación de la etapa \| Clasificación de la etapa \| \| Ciclista \| Ciclista \| Equipo \| Tiempo \| \| \| ------------------------- \| ---------------------------- \| -------------------------------------------- \| ------------------------- \| ------------------------- \| \| 1.º \| Sarawut Sirironnachai \| Thailand Continental Cycling Team \| 3 h 24 min 26 s \| \| \| 2.º \| Nur Amirul Fakhruddin Mazuki \| Terengganu Cycling Team \| + 0 s \| \| \| 3.º \| Jambaljamts Sainbayar \| Terengganu Cycling Team \| + 0 s \| \| \| 4.º \| Park Keon-woo \| LX Cycling Team \| + 0 s \| \| \| 5.º \| Marcelo Felipe Hernández \| 7 Eleven Cliqq-air21 by Roadbike Philippines \| + 0 s \| \| \| 6.º \| Park Sang-hong \| LX Cycling Team \| + 0 s \| \| \| 7.º \| Aidan James Mendoza \| Go for Gold Philippines \| + 0 s \| \| \| 8.º \| Noah Granigan \| Wildlife Generation Pro Cycling \| + 0 s \| \| \| 9.º \| Rench Michael Bondoc \| 7 Eleven Cliqq-air21 by Roadbike Philippines \| + 0 s \| \| \| 10.º \| Muhsin Al Redha Misbah \| Team Sapura Cycling \| + 0 s \| \| |                              |                                              |                 |
| |                              |                                              |                 |
| |                              |                                              |                 |
| Clasificación de la etapa |                              |                                              |                 |
| Ciclista | Ciclista                     | Equipo                                       | Tiempo          |
| 1.º | Sarawut Sirironnachai        | Thailand Continental Cycling Team            | 3 h 24 min 26 s |
| 2.º | Nur Amirul Fakhruddin Mazuki | Terengganu Cycling Team                      | + 0 s           |
| 3.º | Jambaljamts Sainbayar        | Terengganu Cycling Team                      | + 0 s           |
| 4.º | Park Keon-woo                | LX Cycling Team                              | + 0 s           |
| 5.º | Marcelo Felipe Hernández     | 7 Eleven Cliqq-air21 by Roadbike Philippines | + 0 s           |
| 6.º | Park Sang-hong               | LX Cycling Team                              | + 0 s           |
| 7.º | Aidan James Mendoza          | Go for Gold Philippines                      | + 0 s           |
| 8.º | Noah Granigan                | Wildlife Generation Pro Cycling              | + 0 s           |
| 9.º | Rench Michael Bondoc         | 7 Eleven Cliqq-air21 by Roadbike Philippines | + 0 s           |
| 10.º | Muhsin Al Redha Misbah       | Team Sapura Cycling                          | + 0 s           |

| \| Clasificación general \| Clasificación general \| Clasificación general \| Clasificación general \| Clasificación general \| \| Ciclista \| Ciclista \| Equipo \| Tiempo \| \| \| --------------------- \| ---------------------------- \| -------------------------------------------- \| --------------------- \| --------------------- \| \| 1.º \| Sarawut Sirironnachai \| Thailand Continental Cycling Team \| 11 h 47 min 23 s \| \| \| 2.º \| Nur Amirul Fakhruddin Mazuki \| Terengganu Cycling Team \| + 13 s \| \| \| 3.º \| Jambaljamts Sainbayar \| Terengganu Cycling Team \| + 15 s \| \| \| 4.º \| Noah Granigan \| Wildlife Generation Pro Cycling \| + 19 s \| \| \| 5.º \| Park Sang-hong \| LX Cycling Team \| + 19 s \| \| \| 6.º \| Aidan James Mendoza \| Go for Gold Philippines \| + 19 s \| \| \| 7.º \| Marcelo Felipe Hernández \| 7 Eleven Cliqq-air21 by Roadbike Philippines \| + 19 s \| \| \| 8.º \| Lucas Carstensen \| Bike Aid \| + 21 s \| \| \| 9.º \| Rench Michael Bondoc \| 7 Eleven Cliqq-air21 by Roadbike Philippines \| + 26 s \| \| \| 10.º \| Ismael Grospe \| Go for Gold Philippines \| + 26 s \| \| |                              |                                              |                  |
| |                              |                                              |                  |
| |                              |                                              |                  |
| Clasificación general |                              |                                              |                  |
| Ciclista | Ciclista                     | Equipo                                       | Tiempo           |
| 1.º | Sarawut Sirironnachai        | Thailand Continental Cycling Team            | 11 h 47 min 23 s |
| 2.º | Nur Amirul Fakhruddin Mazuki | Terengganu Cycling Team                      | + 13 s           |
| 3.º | Jambaljamts Sainbayar        | Terengganu Cycling Team                      | + 15 s           |
| 4.º | Noah Granigan                | Wildlife Generation Pro Cycling              | + 19 s           |
| 5.º | Park Sang-hong               | LX Cycling Team                              | + 19 s           |
| 6.º | Aidan James Mendoza          | Go for Gold Philippines                      | + 19 s           |
| 7.º | Marcelo Felipe Hernández     | 7 Eleven Cliqq-air21 by Roadbike Philippines | + 19 s           |
| 8.º | Lucas Carstensen             | Bike Aid                                     | + 21 s           |
| 9.º | Rench Michael Bondoc         | 7 Eleven Cliqq-air21 by Roadbike Philippines | + 26 s           |
| 10.º | Ismael Grospe                | Go for Gold Philippines                      | + 26 s           |

### 4.ª etapa
| Trang - Trang | etapa llana | (143,7 km) |

| \| Clasificación de la etapa \| Clasificación de la etapa \| Clasificación de la etapa \| Clasificación de la etapa \| Clasificación de la etapa \| \| Ciclista \| Ciclista \| Equipo \| Tiempo \| \| \| ------------------------- \| ------------------------- \| --------------------------------- \| ------------------------- \| ------------------------- \| \| 1.º \| Lucas Carstensen \| Bike Aid \| 3 h 18 min 51 s \| \| \| 2.º \| Jambaljamts Sainbayar \| Terengganu Cycling Team \| + 0 s \| \| \| 3.º \| Thanawut Sanikwathi \| Thailand Continental Cycling Team \| + 0 s \| \| \| 4.º \| Polychrónis Tzortzákis \| Kuwait Pro Cycling Team \| + 0 s \| \| \| 5.º \| Léo Bouvier \| Bike Aid \| + 0 s \| \| \| 6.º \| Noah Granigan \| Wildlife Generation Pro Cycling \| + 0 s \| \| \| 7.º \| Aidan James Mendoza \| Go for Gold Philippines \| + 0 s \| \| \| 8.º \| Erkhes Davaasambuu \| Mongolia \| + 0 s \| \| \| 9.º \| Park Keon-woo \| LX Cycling Team \| + 0 s \| \| \| 10.º \| Dominic Perez \| Go for Gold Philippines \| + 0 s \| \| |                        |                                   |                 |
| |                        |                                   |                 |
| |                        |                                   |                 |
| Clasificación de la etapa |                        |                                   |                 |
| Ciclista | Ciclista               | Equipo                            | Tiempo          |
| 1.º | Lucas Carstensen       | Bike Aid                          | 3 h 18 min 51 s |
| 2.º | Jambaljamts Sainbayar  | Terengganu Cycling Team           | + 0 s           |
| 3.º | Thanawut Sanikwathi    | Thailand Continental Cycling Team | + 0 s           |
| 4.º | Polychrónis Tzortzákis | Kuwait Pro Cycling Team           | + 0 s           |
| 5.º | Léo Bouvier            | Bike Aid                          | + 0 s           |
| 6.º | Noah Granigan          | Wildlife Generation Pro Cycling   | + 0 s           |
| 7.º | Aidan James Mendoza    | Go for Gold Philippines           | + 0 s           |
| 8.º | Erkhes Davaasambuu     | Mongolia                          | + 0 s           |
| 9.º | Park Keon-woo          | LX Cycling Team                   | + 0 s           |
| 10.º | Dominic Perez          | Go for Gold Philippines           | + 0 s           |

| \| Clasificación general \| Clasificación general \| Clasificación general \| Clasificación general \| Clasificación general \| \| Ciclista \| Ciclista \| Equipo \| Tiempo \| \| \| --------------------- \| ---------------------------- \| -------------------------------------------- \| --------------------- \| --------------------- \| \| 1.º \| Sarawut Sirironnachai \| Thailand Continental Cycling Team \| 15 h 06 min 14 s \| \| \| 2.º \| Jambaljamts Sainbayar \| Terengganu Cycling Team \| + 9 s \| \| \| 3.º \| Lucas Carstensen \| Bike Aid \| + 11 s \| \| \| 4.º \| Nur Amirul Fakhruddin Mazuki \| Terengganu Cycling Team \| + 13 s \| \| \| 5.º \| Noah Granigan \| Wildlife Generation Pro Cycling \| + 19 s \| \| \| 6.º \| Aidan James Mendoza \| Go for Gold Philippines \| + 19 s \| \| \| 7.º \| Park Sang-hong \| LX Cycling Team \| + 19 s \| \| \| 8.º \| Marcelo Felipe Hernández \| 7 Eleven Cliqq-air21 by Roadbike Philippines \| + 19 s \| \| \| 9.º \| Rench Michael Bondoc \| 7 Eleven Cliqq-air21 by Roadbike Philippines \| + 26 s \| \| \| 10.º \| Adne van Engelen \| Bike Aid \| + 26 s \| \| |                              |                                              |                  |
| |                              |                                              |                  |
| |                              |                                              |                  |
| Clasificación general |                              |                                              |                  |
| Ciclista | Ciclista                     | Equipo                                       | Tiempo           |
| 1.º | Sarawut Sirironnachai        | Thailand Continental Cycling Team            | 15 h 06 min 14 s |
| 2.º | Jambaljamts Sainbayar        | Terengganu Cycling Team                      | + 9 s            |
| 3.º | Lucas Carstensen             | Bike Aid                                     | + 11 s           |
| 4.º | Nur Amirul Fakhruddin Mazuki | Terengganu Cycling Team                      | + 13 s           |
| 5.º | Noah Granigan                | Wildlife Generation Pro Cycling              | + 19 s           |
| 6.º | Aidan James Mendoza          | Go for Gold Philippines                      | + 19 s           |
| 7.º | Park Sang-hong               | LX Cycling Team                              | + 19 s           |
| 8.º | Marcelo Felipe Hernández     | 7 Eleven Cliqq-air21 by Roadbike Philippines | + 19 s           |
| 9.º | Rench Michael Bondoc         | 7 Eleven Cliqq-air21 by Roadbike Philippines | + 26 s           |
| 10.º | Adne van Engelen             | Bike Aid                                     | + 26 s           |

### 5.ª etapa
| Trang - Satun | etapa llana | (156,6 km) |

| \| Clasificación de la etapa \| Clasificación de la etapa \| Clasificación de la etapa \| Clasificación de la etapa \| Clasificación de la etapa \| \| Ciclista \| Ciclista \| Equipo \| Tiempo \| \| \| ------------------------- \| ------------------------- \| ------------------------------- \| ------------------------- \| ------------------------- \| \| 1.º \| Lucas Carstensen \| Bike Aid \| 3 h 27 min 51 s \| \| \| 2.º \| Ryan Jastrab \| Wildlife Generation Pro Cycling \| + 0 s \| \| \| 3.º \| Wan Abdul Rahman Hamdan \| Terengganu Cycling Team \| + 0 s \| \| \| 4.º \| Aidan James Mendoza \| Go for Gold Philippines \| + 0 s \| \| \| 5.º \| James Jobber \| Kuwait Pro Cycling Team \| + 0 s \| \| \| 6.º \| Irwandie Lakasek \| Terengganu Cycling Team \| + 0 s \| \| \| 7.º \| Nur Aiman Rosli \| Team Sapura Cycling \| + 0 s \| \| \| 8.º \| Park Sang-hong \| LX Cycling Team \| + 0 s \| \| \| 9.º \| Patompob Phonarjthan \| China Taipéi \| + 0 s \| \| \| 10.º \| Amartuvshin Battsengel \| Mongolia \| + 0 s \| \| |                         |                                 |                 |
| |                         |                                 |                 |
| |                         |                                 |                 |
| Clasificación de la etapa |                         |                                 |                 |
| Ciclista | Ciclista                | Equipo                          | Tiempo          |
| 1.º | Lucas Carstensen        | Bike Aid                        | 3 h 27 min 51 s |
| 2.º | Ryan Jastrab            | Wildlife Generation Pro Cycling | + 0 s           |
| 3.º | Wan Abdul Rahman Hamdan | Terengganu Cycling Team         | + 0 s           |
| 4.º | Aidan James Mendoza     | Go for Gold Philippines         | + 0 s           |
| 5.º | James Jobber            | Kuwait Pro Cycling Team         | + 0 s           |
| 6.º | Irwandie Lakasek        | Terengganu Cycling Team         | + 0 s           |
| 7.º | Nur Aiman Rosli         | Team Sapura Cycling             | + 0 s           |
| 8.º | Park Sang-hong          | LX Cycling Team                 | + 0 s           |
| 9.º | Patompob Phonarjthan    | China Taipéi                    | + 0 s           |
| 10.º | Amartuvshin Battsengel  | Mongolia                        | + 0 s           |

| \| Clasificación general \| Clasificación general \| Clasificación general \| Clasificación general \| Clasificación general \| \| Ciclista \| Ciclista \| Equipo \| Tiempo \| \| \| --------------------- \| ---------------------------- \| -------------------------------------------- \| --------------------- \| --------------------- \| \| 1.º \| Lucas Carstensen \| Bike Aid \| 18 h 34 min 05 s \| \| \| 2.º \| Sarawut Sirironnachai \| Thailand Continental Cycling Team \| + 0 s \| \| \| 3.º \| Jambaljamts Sainbayar \| Terengganu Cycling Team \| + 9 s \| \| \| 4.º \| Nur Amirul Fakhruddin Mazuki \| Terengganu Cycling Team \| + 13 s \| \| \| 5.º \| Aidan James Mendoza \| Go for Gold Philippines \| + 19 s \| \| \| 6.º \| Noah Granigan \| Wildlife Generation Pro Cycling \| + 19 s \| \| \| 7.º \| Park Sang-hong \| LX Cycling Team \| + 19 s \| \| \| 8.º \| Marcelo Felipe Hernández \| 7 Eleven Cliqq-air21 by Roadbike Philippines \| + 19 s \| \| \| 9.º \| Rench Michael Bondoc \| 7 Eleven Cliqq-air21 by Roadbike Philippines \| + 26 s \| \| \| 10.º \| Ismael Grospe \| Go for Gold Philippines \| + 26 s \| \| |                              |                                              |                  |
| |                              |                                              |                  |
| |                              |                                              |                  |
| Clasificación general |                              |                                              |                  |
| Ciclista | Ciclista                     | Equipo                                       | Tiempo           |
| 1.º | Lucas Carstensen             | Bike Aid                                     | 18 h 34 min 05 s |
| 2.º | Sarawut Sirironnachai        | Thailand Continental Cycling Team            | + 0 s            |
| 3.º | Jambaljamts Sainbayar        | Terengganu Cycling Team                      | + 9 s            |
| 4.º | Nur Amirul Fakhruddin Mazuki | Terengganu Cycling Team                      | + 13 s           |
| 5.º | Aidan James Mendoza          | Go for Gold Philippines                      | + 19 s           |
| 6.º | Noah Granigan                | Wildlife Generation Pro Cycling              | + 19 s           |
| 7.º | Park Sang-hong               | LX Cycling Team                              | + 19 s           |
| 8.º | Marcelo Felipe Hernández     | 7 Eleven Cliqq-air21 by Roadbike Philippines | + 19 s           |
| 9.º | Rench Michael Bondoc         | 7 Eleven Cliqq-air21 by Roadbike Philippines | + 26 s           |
| 10.º | Ismael Grospe                | Go for Gold Philippines                      | + 26 s           |

### 6.ª etapa
| Satun - Hat Yai Municipal Park | etapa escarpada | (159,4 km) |

| \| Clasificación de la etapa \| Clasificación de la etapa \| Clasificación de la etapa \| Clasificación de la etapa \| Clasificación de la etapa \| \| Ciclista \| Ciclista \| Equipo \| Tiempo \| \| \| ------------------------- \| ------------------------- \| -------------------------------------------- \| ------------------------- \| ------------------------- \| \| 1.º \| Adne van Engelen \| Bike Aid \| 3 h 45 min 16 s \| \| \| 2.º \| Jambaljamts Sainbayar \| Terengganu Cycling Team \| + 6 s \| \| \| 3.º \| Sarawut Sirironnachai \| Thailand Continental Cycling Team \| + 35 s \| \| \| 4.º \| Muhammad Shaiful Adlan \| Team Sapura Cycling \| + 37 s \| \| \| 5.º \| Thanakhan Chaiyasombat \| Thailand Continental Cycling Team \| + 45 s \| \| \| 6.º \| Lucas Carstensen \| Bike Aid \| + 45 s \| \| \| 7.º \| Muhsin Al Redha Misbah \| Team Sapura Cycling \| + 45 s \| \| \| 8.º \| Marcelo Felipe Hernández \| 7 Eleven Cliqq-air21 by Roadbike Philippines \| + 45 s \| \| \| 9.º \| Léo Bouvier \| Bike Aid \| + 45 s \| \| \| 10.º \| Ismael Grospe \| Go for Gold Philippines \| + 45 s \| \| |                          |                                              |                 |
| |                          |                                              |                 |
| |                          |                                              |                 |
| Clasificación de la etapa |                          |                                              |                 |
| Ciclista | Ciclista                 | Equipo                                       | Tiempo          |
| 1.º | Adne van Engelen         | Bike Aid                                     | 3 h 45 min 16 s |
| 2.º | Jambaljamts Sainbayar    | Terengganu Cycling Team                      | + 6 s           |
| 3.º | Sarawut Sirironnachai    | Thailand Continental Cycling Team            | + 35 s          |
| 4.º | Muhammad Shaiful Adlan   | Team Sapura Cycling                          | + 37 s          |
| 5.º | Thanakhan Chaiyasombat   | Thailand Continental Cycling Team            | + 45 s          |
| 6.º | Lucas Carstensen         | Bike Aid                                     | + 45 s          |
| 7.º | Muhsin Al Redha Misbah   | Team Sapura Cycling                          | + 45 s          |
| 8.º | Marcelo Felipe Hernández | 7 Eleven Cliqq-air21 by Roadbike Philippines | + 45 s          |
| 9.º | Léo Bouvier              | Bike Aid                                     | + 45 s          |
| 10.º | Ismael Grospe            | Go for Gold Philippines                      | + 45 s          |

## Clasificaciones finales
Las clasificaciones finalizaron de la siguiente forma:

### Clasificación general
| \| Clasificación general \| Clasificación general \| Clasificación general \| Clasificación general \| Clasificación general \| \| Ciclista \| Ciclista \| Equipo \| Tiempo \| \| \| --------------------- \| ------------------------ \| -------------------------------------------- \| --------------------- \| --------------------- \| \| 1.º \| Jambaljamts Sainbayar \| Terengganu Cycling Team \| 22 h 19 min 30 s \| \| \| 2.º \| Adne van Engelen \| Bike Aid \| + 7 s \| \| \| 3.º \| Sarawut Sirironnachai \| Thailand Continental Cycling Team \| + 22 s \| \| \| 4.º \| Lucas Carstensen \| Bike Aid \| + 35 s \| \| \| 5.º \| Muhammad Shaiful Adlan \| Team Sapura Cycling \| + 54 s \| \| \| 6.º \| Marcelo Felipe Hernández \| 7 Eleven Cliqq-air21 by Roadbike Philippines \| + 55 s \| \| \| 7.º \| Ismael Grospe \| Go for Gold Philippines \| + 1 min 02 s \| \| \| 8.º \| Park Sang-hong \| LX Cycling Team \| + 1 min 12 s \| \| \| 9.º \| Muhsin Al Redha Misbah \| Team Sapura Cycling \| + 1 min 12 s \| \| \| 10.º \| Noah Granigan \| Wildlife Generation Pro Cycling \| + 1 min 14 s \| \| |                          |                                              |                  |
| |                          |                                              |                  |
| Fuente: ProCyclingStats |                          |                                              |                  |
| Clasificación general |                          |                                              |                  |
| Ciclista | Ciclista                 | Equipo                                       | Tiempo           |
| 1.º | Jambaljamts Sainbayar    | Terengganu Cycling Team                      | 22 h 19 min 30 s |
| 2.º | Adne van Engelen         | Bike Aid                                     | + 7 s            |
| 3.º | Sarawut Sirironnachai    | Thailand Continental Cycling Team            | + 22 s           |
| 4.º | Lucas Carstensen         | Bike Aid                                     | + 35 s           |
| 5.º | Muhammad Shaiful Adlan   | Team Sapura Cycling                          | + 54 s           |
| 6.º | Marcelo Felipe Hernández | 7 Eleven Cliqq-air21 by Roadbike Philippines | + 55 s           |
| 7.º | Ismael Grospe            | Go for Gold Philippines                      | + 1 min 02 s     |
| 8.º | Park Sang-hong           | LX Cycling Team                              | + 1 min 12 s     |
| 9.º | Muhsin Al Redha Misbah   | Team Sapura Cycling                          | + 1 min 12 s     |
| 10.º | Noah Granigan            | Wildlife Generation Pro Cycling              | + 1 min 14 s     |

### Clasificación por puntos
| Clasificación por puntos | Clasificación por puntos | Clasificación por puntos          | Clasificación por puntos | Clasificación por puntos |
| Ciclista                 | Ciclista                 | Equipo                            | Puntos                   |                          |
| ------------------------ | ------------------------ | --------------------------------- | ------------------------ | ------------------------ |
| 1.º                      | Lucas Carstensen         | Bike Aid                          | 79 pts                   |                          |
| 2.º                      | Nur Aiman Rosli          | Team Sapura Cycling               | 49 pts                   |                          |
| 3.º                      | Sarawut Sirironnachai    | Thailand Continental Cycling Team | 45 pts                   |                          |
| 4.º                      | Jambaljamts Sainbayar    | Terengganu Cycling Team           | 43 pts                   |                          |
| 5.º                      | Aidan James Mendoza      | Go for Gold Philippines           | 40 pts                   |                          |
| 6.º                      | Irwandie Lakasek         | Terengganu Cycling Team           | 40 pts                   |                          |
| 7.º                      | Thanawut Sanikwathi      | Thailand Continental Cycling Team | 34 pts                   |                          |
| 8.º                      | Noah Granigan            | Wildlife Generation Pro Cycling   | 34 pts                   |                          |
| 9.º                      | Park Sang-hong           | LX Cycling Team                   | 32 pts                   |                          |
| 10.º                     | Park Keon-woo            | LX Cycling Team                   | 32 pts                   |                          |

### Clasificación de la montaña
| Clasificación de la montaña | Clasificación de la montaña | Clasificación de la montaña       | Clasificación de la montaña | Clasificación de la montaña |
| Ciclista                    | Ciclista                    | Equipo                            | Puntos                      |                             |
| --------------------------- | --------------------------- | --------------------------------- | --------------------------- | --------------------------- |
| 1.º                         | Adne van Engelen            | Bike Aid                          | 16 pts                      |                             |
| 2.º                         | Valentin Midey              | Roojai.com Cycling Team           | 11 pts                      |                             |
| 3.º                         | Jambaljamts Sainbayar       | Terengganu Cycling Team           | 11 pts                      |                             |
| 4.º                         | Sarawut Sirironnachai       | Thailand Continental Cycling Team | 11 pts                      |                             |
| 5.º                         | Nur Aiman Zariff            | Terengganu Cycling Team           | 7 pts                       |                             |
| 6.º                         | Muhammad Shaiful Adlan      | Team Sapura Cycling               | 5 pts                       |                             |
| 7.º                         | Bart Buijk                  | EuroCyclingTrips-CMI Pro Cycling  | 5 pts                       |                             |
| 8.º                         | Muhamad Zawawi Azman        | Team Sapura Cycling               | 4 pts                       |                             |
| 9.º                         | Ismael Grospe               | Go for Gold Philippines           | 3 pts                       |                             |
| 10.º                        | Léo Bouvier                 | Bike Aid                          | 2 pts                       |                             |

### Clasificación por equipos
| Clasificación por equipos | Clasificación por equipos                    | Clasificación por equipos | Clasificación por equipos |
| Equipo                    | Equipo                                       | Tiempo                    |                           |
| ------------------------- | -------------------------------------------- | ------------------------- | ------------------------- |
| 1.º                       | Bike Aid                                     | 44 h 41 min 44 s          |                           |
| 2.º                       | Terengganu Cycling Team                      | + 57 s                    |                           |
| 3.º                       | Sapura                                       | + 1 min 00 s              |                           |
| 4.º                       | 7 Eleven Cliqq-air21 by Roadbike Philippines | + 1 min 13 s              |                           |
| 5.º                       | Thailand Continental                         | + 1 min 18 s              |                           |
| 6.º                       | Go for Gold Philippines                      | + 1 min 59 s              |                           |
| 7.º                       | Sweet Nice Continental                       | + 2 min 38 s              |                           |
| 8.º                       | Kuwait Pro Cycling Team                      | + 3 min 10 s              |                           |
| 9.º                       | Mongolia                                     | + 3 min 39 s              |                           |
| 10.º                      | Wildlife Generation Pro Cycling              | + 3 min 51 s              |                           |

## UCI World Ranking
El Tour de Tailandia otorgó puntos para el UCI World Ranking para corredores de los equipos en las categorías UCI WorldTeam, UCI ProTeam y Continental. Las siguientes tablas muestran el baremo de puntuación y los 10 corredores que obtuvieron más puntos:
| Posición              | 1.º | 2.º | 3.º | 4.º | 5.º | 6.º | 7.º | 8.º | 9.º | 10.º | 11.º | 12.º | 13.º-15.º | 16.º-25.º |
| Clasificación general | 125 | 85  | 70  | 60  | 50  | 40  | 35  | 30  | 25  | 20   | 15   | 10   | 5         | 3         |
| Por etapa             | 14  | 5   | 3   |     |     |     |     |     |     |      |      |      |           |           |
| Líder                 | 3   |     |     |     |     |     |     |     |     |      |      |      |           |           |

| Clasificación |              |        |         |       |       |       |
| Posición      | Ciclista     | Equipo | General | Etapa | Líder | Total |
| ------------- | ------------ | ------ | ------- | ----- | ----- | ----- |
| 1.º           | Bandera de ? |        |         |       |       |       |
| 2.º           | Bandera de ? |        |         |       |       |       |
| 3.º           | Bandera de ? |        |         |       |       |       |
| 4.º           | Bandera de ? |        |         |       |       |       |
| 5.º           | Bandera de ? |        |         |       |       |       |
| 6.º           | Bandera de ? |        |         |       |       |       |
| 7.º           | Bandera de ? |        |         |       |       |       |
| 8.º           | Bandera de ? |        |         |       |       |       |
| 9.º           | Bandera de ? |        |         |       |       |       |
| 10.º          | Bandera de ? |        |         |       |       |       |